# Frauenköpfl
Das Frauenköpfl (3251 m s.l.m.) ist ein Gipfel in der Rieserfernergruppe in Südtirol. Er steht im Schatten des benachbarten Magersteins (3273 m), der nur etwas mehr als 300 Meter entfernt und etwa 20 Meter höher ist. Auch ist der Gipfelpunkt auf manchen Karten namenlos, Josef Daimer und Reinhold Seyerlen benannten den Gipfelpunkt in ihrer 1880 veröffentlichten Gebietsbeschreibung nicht. In einer späteren Publikation des Deutschen und Österreichischen Alpenvereins wird auf eine Festschrift der Sektion Fürth aus dem Jahr 1908 verwiesen, in der der Gipfel so bezeichnet wird.

## Lage und Umgebung
Das Frauenköpfl befindet sich in einem von Nordwesten nach Südosten verlaufenden Grat, der den Schneebigen Nock (3358 m) mit dem Magerstein verbindet. Dieser Grat stellt die südwestliche Begrenzung des Westlichen Rieserferners dar und die Flanken des Grats sind dessen höchstgelegener Bereich. Neben dem Frauenköpfl ragt in dem Verbindungsgrat mit dem Fernerköpfl (3248 m) ein weiterer annähernd gleich hoher Gipfelpunkt auf. Letzterer befindet sich direkt nordwestlich des Frauenköpfls, knapp 300 Meter entfernt. Nur ein klein wenig weiter entfernt ist der Magerstein, der direkt südöstlich des Frauenköpfls liegt. Das gesamte Gebiet ist Teil des Naturparks Rieserferner-Ahrn.

## Alpinismus
Meist wird das Frauenköpfl bei einer Besteigung des Schneebigem Nocks oder des Magersteins und Begehung des Verbindungsgrats zwischen diesen beiden Gipfeln mitbestiegen. Die Grate sind im Sommer großteils schneefrei, die Kletterschwierigkeiten an den kurzen Graten übersteigen den ersten Schwierigkeitsgrad nicht.